# The Bees
Pour les articles homonymes, voir Bees, The B’s (groupe français).
The Bees, connus aux États-Unis sous le nom de A Band of Bees, est un groupe de rock indépendant britannique, originaire de Ventnor, sur l'île de Wight, en Angleterre. Leur style musical est souvent qualifié de rock indépendant, même si on peut y relever les multiples influences du rock des années 1960, de la musique country, du reggae et du jazz.

## Biographie
The Bees comptent quatre albums. Le premier Sunshine Hit Me, en 2002, est nommé aux Mercury Music Prize. Cette première production, enregistrée dans la cabane de jardin du leader du groupe, est très bien accueillie par la critique. En 2004 parait Free the Bees, chez le major Virgin, suivi en 2007 par Octopus. En 2010 paraît leur dernier album intitulé "Every Step's a Yes".
Plusieurs pistes des deux premiers albums sont utilisées dans des clips publicitaires, ce qui a très certainement aidé le groupe à percer. A Minha Menina, de Sunshine Hit Me apparait dans une pub Citroën, tandis que Chicken Payback et Wash in the Rain, toutes deux de Free the Bees peuvent être entendues respectivement dans un clip pour le déodorant Sure for Men et pour la chaine de supermarchés anglais Sainsbury's. Le clip de Chicken Payback est joué par Joy Graham, accompagné par un orchestre de jazz et réalisé par Becky Martin de la sitcom Peep Show.
Le clip de leur single Listening Man est réalisé par Dominic Leung, qui a déjà travaillé avec des groupes comme Coldplay. Il est remarqué pour la qualité de sa réalisation. The Bees jouent en soutien à Oasis en 2005, et Madness en décembre 2007 pendant leur tournée spéciale Noël, et jouent avec Paul Weller pendant les dates britanniques du Winter Arena Tour. En 2010, The Bees jouent pour The Sun des chansons de leur album Every Step's a Yes. Paul Butler apparait sur scène au Glastonbury Festival en 2010 avec Devendra Banhart.
En 2011, The Bees jouent avec Fleet Foxes à leur tournée britannique.

## Membres
- Paul Butler – chant, guitare, piano, saxophone, trompette, clarinette, mandoline, percussions
- Aaron Fletcher – basse, guitare, piano, percussions, chant
- Michael Clevett – percussions, basse, Orgue Hammond, chant
- Tim Parkin – trompette, basse, piano, piano Fender Rhodes, percussions, chant
- Warren Hampshire – orgue Hammond, célesta, guitare acoustique, percussions, guimbarde, chant
- Kris Birkin – guitare, chant

## Discographie

### Albums studio
- 2002 : Sunshine Hit Me (We Love You (UK)/Astralwerks (US))
- 2004 : Free the Bees (Virgin (UK)/Astralwerks (US))
- 2007 : Octopus (Virgin (UK)/Astralwerks (US))
- 2010 : Every Step's a Yes (Fiction Records (UK))

### EP
- 2002 : You Got to Leave

### Singles
- 2001 : No Trophy (janvier ; issu de Sunshine Hit Me)
- 2001 : Punchbag' (août ; issu de Sunshine Hit Me)
- 2002 : A Minha Menina' (juin ; issu de Sunshine Hit Me)
- 2004 : Wash in the Rain' (avril ; issu de Free the Bees)
- 2004 : Horsemen (juin ; issu de Free the Bees)
- 2004 : One Glass of Water (octobre ; issu de Free the Bees)
- 2005 : Chicken Payback (avril ; issu de Free the Bees)
- 2006 : Left Foot Stepdown (uniquement en téléchargement internet ; issu de Octopus)
- 2007 : Who Cares What the Question Is ? (issu de Octopus)
- 2007 : Listening Man (issu de Octopus)

### Collaborations
- 2004 : Off the Lip (The Aspects and The Bees)
- 2005 : Bill Murray (Gorillaz and The Bees)